# Ranulph Fiennes
Pour les articles homonymes, voir Fiennes (homonymie).
Ne doit pas être confondu avec Ralph Fiennes.
Ranulph Twisleton-Wykeham-Fiennes, plus habituellement connu comme Ranulph « Ran » Fiennes, né le 7 mars 1944 en Angleterre, est un explorateur polaire et écrivain britannique.

## Biographie
Après sa naissance, Ranulph Fiennes est élevé par sa mère en Afrique du Sud, son père, officier des Royal Scots Greys étant mort à la bataille du mont Cassin. Ses origines familiales remonteraient à un certain Eustache (de) Fiennes, proche de Guillaume le Conquérant et commandant des armées normandes à la bataille d'Hastings qui aurait personnellement coupé la tête de Harold II d'Angleterre d'après la Tapisserie de Bayeux.
Il s'engage dans l'armée britannique et rejoint le corps du Special Air Service comme spécialiste des explosifs. Peu motivé par la carrière militaire, il quitte l'armée à la fin de son contrat après avoir servi deux ans à Oman durant la guerre du Dhofar.
Dans les années 1960, Fiennes se tourne vers l'exploration et participe à diverses expéditions (Nil Blanc, Everest, Chutes Victoria). Il est détenteur de plusieurs records d'endurance dont celui d'avoir été le premier homme à se rendre aux pôles Nord et Sud par la terre (expédition Transglobe) et le premier homme à traverser l'Antarctique entièrement à pied. Durant une expédition de plusieurs mois en Arctique,  après avoir été gravement gelé à une main, il se coupe lui-même le bout des doigts nécrosés. En 2009, le Livre Guinness des records, le qualifie de « plus grand explorateur vivant ».
Il est l'époux de Ginny Fiennes et il a pour cousins les acteurs Ralph Fiennes et Joseph Fiennes, la réalisatrice Martha Fiennes, le compositeur Magnus Fiennes et la documentariste Sophie Fiennes.

## Publications
- Where Soldiers Fear to Tread (1975), guerre du Dhofar.
- To The Ends of the Earth, expédition Transglobe.
- Living Dangerously (1987), autobiographie.
- The Feathermen (1991), adapté au cinéma par Gary McKendry sous le titre Killer Elite.
- Atlantis of the Sands: The Search for the Lost City of Ubar (1992)
- Mind Over Matter: The Epic Crossing of the Antarctic Continent (1993)
- The Sett (1996), fiction
- Beyond the Limits (2000)
- Captain Scott (2003), biographie de Robert Falcon Scott
- The Secret Hunters (2001)
- Mad, Bad and Dangerous To Know, autobiographie.